# Gottorfer Riesenglobus

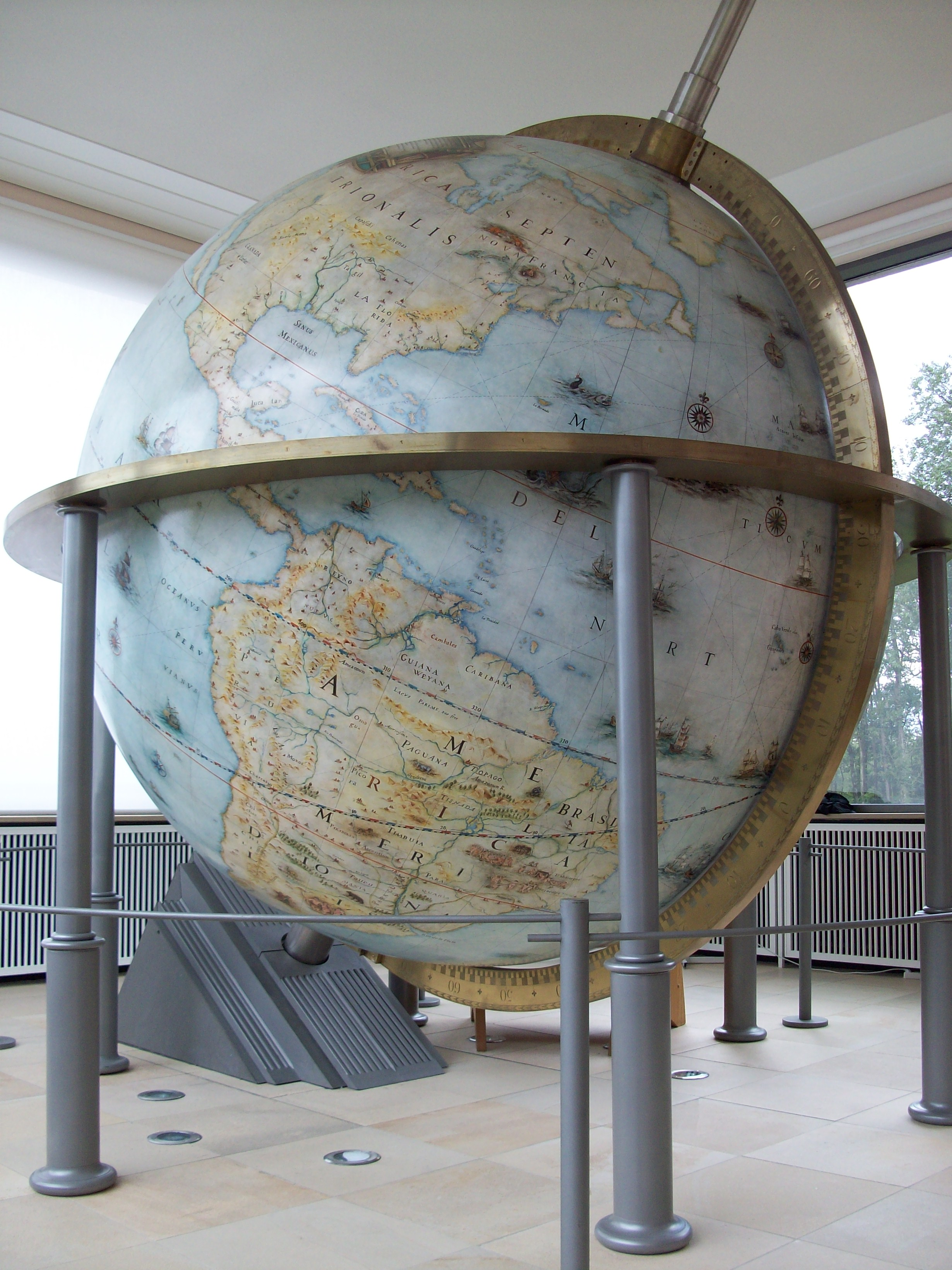
Der Gottorfer Riesenglobus, Nachbau von 2005 in Gottorf

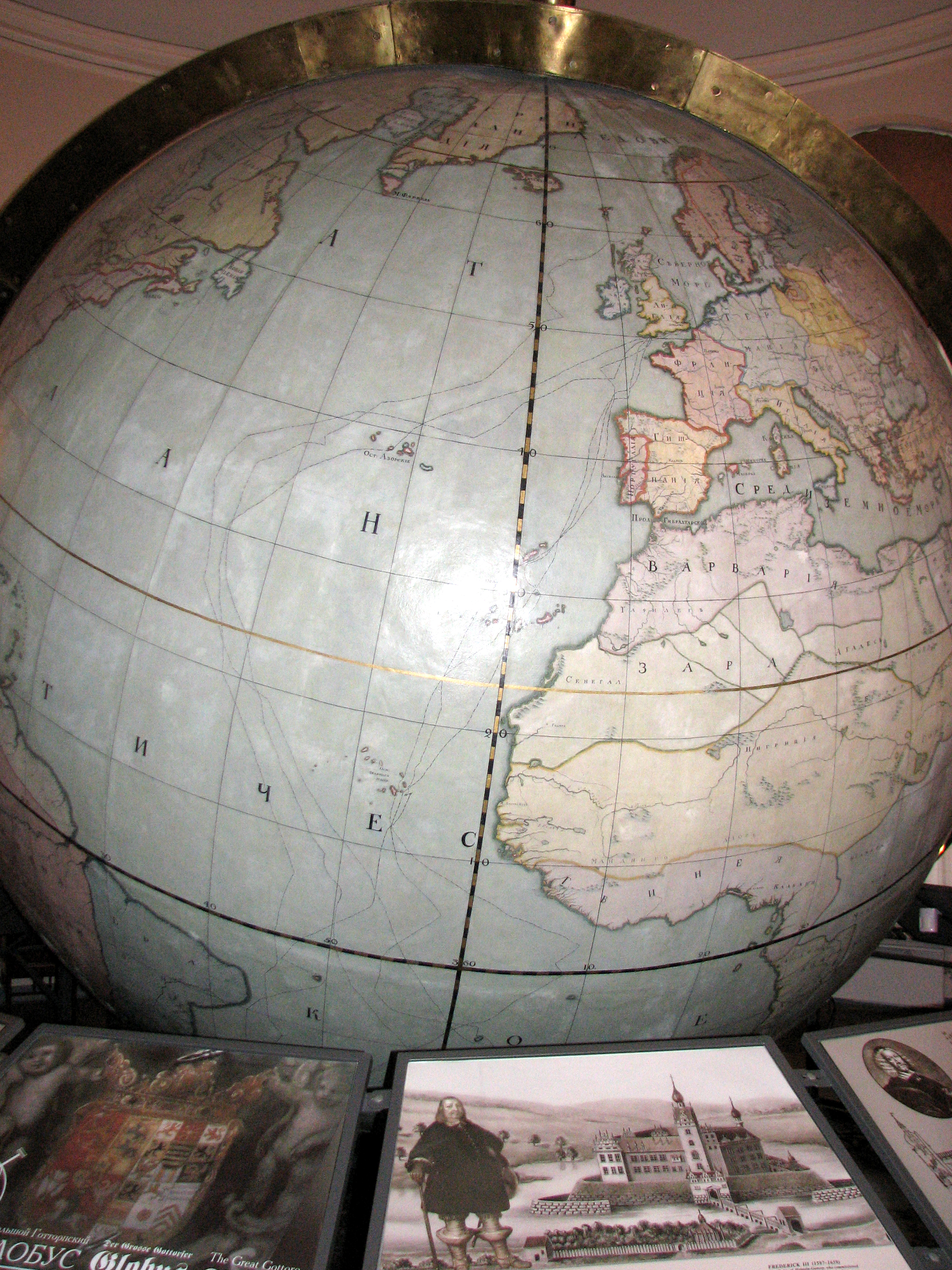
Der Gottorfer Riesenglobus in der Kunstkammer in Sankt Petersburg

Der Gottorfer Riesenglobus ist ein begehbarer Globus, der ursprünglich im Garten des Gottorfer Schlosses bei Schleswig aufgestellt war und 1717 an den Zar Peter den Großen verschenkt wurde. Er befindet sich heute in der Kunstkammer in Sankt Petersburg. Seit 2005 gibt es im Park des Gottorfer Schlosses wieder einen Nachbau des Originals, und dafür wurde auch ein neues Globushaus errichtet. Das alte Globushaus war bereits im 18. Jahrhundert abgebrochen worden. 
Der Globus entstand zwischen 1650 und 1664 im Auftrag Herzog Friedrichs III. von Gottorf. Er wurde u. a. wegen seines großen Durchmessers von drei Metern europaweit berühmt. Die Konstruktion oblag dem herzoglichen Hofgelehrten und Bibliothekar Adam Olearius, ausgeführt wurde der Globus vom  Limburger Büchsenmacher Andreas Bösch.
Weitere solcher Hohlgloben befinden sich im Chicagoer Adler-Planetarium und auf der Heilbronner Robert-Mayer-Sternwarte. Zusammen mit dem  Original in St. Petersburg und dem Nachbau in Gottorf sind somit vier Hohlgloben bekannt.

## Das alte Globushaus in Gottorf
Vermutlich war der Globus schon recht früh wichtiger Bestandteil in der Planung des Schlossgartens. Während dieser jedoch bereits ab 1637 angelegt wurde, sah Herzog Friedrich erst 1650 die Zeit gekommen, auch den Bau des Zentralpunktes, des Globushauses, in Angriff zu nehmen. Sieben Jahre später war das Gebäude vollendet. Wesentlich länger dauerte der Bau des Globus: die Arbeiten wurden 1659 durch den Tod Herzog Friedrichs III. und den Zweiten Nordischen Krieg unterbrochen und fanden erst 1664 ihren Abschluss.

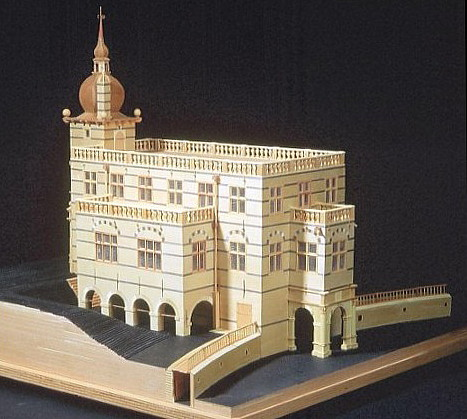
Altes Globushaus, Rekonstruktion, Modell von Felix Lühning

Wahrscheinlich war Adam Olearius der Architekt des Globushauses. Es stand nord-südlich ausgerichtet im Scheitelpunkt einer Mauer, die den halbkreisförmigen sogenannten „Globusgarten“ nördlich des Herkulesteiches einfriedete. Äußerlich war es ein symmetrisch aufgebautes viergeschossiges, quaderförmiges Backsteingebäude mit einem begehbaren Flachdach. In den drei- bzw. sechsachsigen Wänden standen große, überwiegend vierflügelige Steinzargenfenster. An allen vier Seiten besaß das Globushaus zum Teil mächtige Anbauten, die bis zum zweiten Obergeschoss reichten; der nördliche Anbau ragte als Turm über das übrige Gebäude hinaus und wurde von einem zwiebelförmigen Kupferhelm bekrönt. Die Anbauten an den Längsseiten waren das Ergebnis einer nachträglichen Änderung des Bauentwurfs.
Das Raumkonzept des Gebäudes sah zwei übereinander liegende niedrige Kellergeschosse vor, darüber das Hauptgeschoss mit dem Globussaal und schließlich das Obergeschoss mit zwei Schlafkammern, Kabinett und einem größeren Saal nach Süden. Die beiden oberen Geschosse verband eine Spindeltreppe im Turm, die auch weiter auf das große Flachdach führte. Das Niveau des Hauptgeschosses mit dem Haupteingang im Norden lag auf Höhe der ersten Gartenterrasse. Der untere der beiden Keller lag ebenerdig mit dem südlich davor gelegenen Globusgarten. Mit einer Grundfläche von 200 m² (ohne die Anbauten) und einer Höhe von fast 14 m (ohne den Turm) handelte es sich um ein für damalige Zeiten stattliches Bauwerk. Vielleicht wurde ihm deshalb gelegentlich der Name „Friedrichsburg“ beigelegt. In der Gottorfer Amtssprache hieß das Gebäude jedoch nur „Lusthaus“, erst in den letzten Jahrzehnten seines Bestehens wurde es als „Globus-Haus“ benannt. Mit seinem kubushaften Baukörper und dem begehbaren Flachdach entsprach das Globushaus den zeitgenössischen Lusthäusern in Italien, den Niederlanden und in Dänemark. Die Form des Gebäudes sollte exotisch wirken, daher wurde es gelegentlich auch als „Persianisches Haus“ bezeichnet. In seinen baulichen Details folgte das Globushaus allerdings noch ganz den Formen der niederländischen Renaissance, wie sie damals in Schleswig und Holstein allgemein üblich war.
Über die Nutzung des Globushauses ist wenig überliefert, obgleich Grabungsfunde von ausgedehnten Mahlzeiten im Gebäude zeugen. Nach dem Tode Herzog Friedrich III. scheint es jedoch nur noch selten benutzt worden zu sein. Dementsprechend wies es zahlreiche Bauschäden auf, die insbesondere auf die undichten Flachdächer zurückzuführen waren. Der große Globus blieb allerdings stets ein beliebtes Vorzeigeobjekt, das interessierten Besuchern gerne vorgeführt wurde.

## Der originale Globus

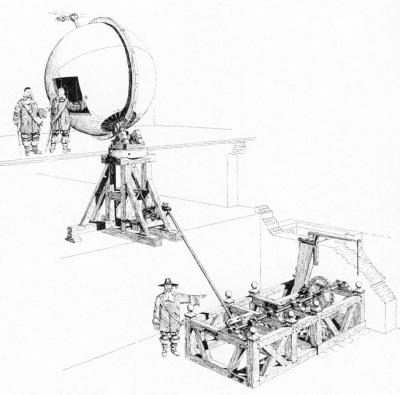
Rekonstruktion des Globusantriebs (nur für das Drehen der Globuskugel, Zeichnung von Felix Lühning)

Mittelpunkt und Kernstück des Globushauses war der große Globus. Von außen stellte er die Weltkugel dar, in seinem Inneren barg er ein Planetarium, das den Sternenhimmel und den Sonnenlauf samt seinen Bewegungen so zeigte, wie sie von der Erde aus zu sehen sind. Sein besonderer Reiz bestand darin, dass man in ihn hineinsteigen, sich dort setzen und die Sterne um sich herumkreisen lassen konnte, ohne dabei selbst bewegt zu werden. Der Globus war eine eigene Erfindung des Herzogs, die „wissenschaftliche Leitung“ dieses Projektes hatte allerdings sein Hofgelehrter und Bibliothekar Adam Olearius inne. Der aus Limburg herbeigeholte Büchsenmacher Andreas Bösch schließlich setzte die Idee des Herzogs in die Praxis um.
Der Globus entstand gleichzeitig mit und in dem Gebäude, seine Einzelteile wurden in einer vom Hofe angemieteten Schmiedewerkstatt auf dem Hesterberg angefertigt und im Globushaus zusammengesetzt. Dazu beschäftigte Andreas Bösch über Jahre hinweg einen Handwerkerstamm von sieben bis neun Personen, der sich aus Schmieden, Schlossern, Uhrmachern, Kupferstechern, Graveuren, Tischlern und Malern zusammensetzte und zu dem gelegentlich noch auswärtige Betriebe, wie zum Beispiel eine Husumer Messinggießerei, herangezogen wurden. Unter ihnen befanden sich die Gottorfer Uhrmacher Nikolaus Radeloff und Hans Schlemmer, der Gottorfer Kupferstecher Otto Koch und die Kartographen Christian und Andreas Lorenzen, genannt Rothgießer aus Husum. Auch Adam Olearius selbst betätigte sich mit Pinsel und Feder als Kartograph.
Zusätzlich entstand in den Jahren 1654 bis 1657 die sogenannte „Sphaera Copernicana“, die Andreas Bösch selbständig entwickelt hatte und unter eigener Regie baute. Offenbar entstand sie als Ergänzung und Erweiterung des kosmologischen Konzepts des großen Globus und zu einem Zeitpunkt, da die Arbeiten am Globus selbst bereits weit fortgeschritten waren.

## Ein Besuch im alten Globushaus
Man betrat das Globushaus durch den portalgeschmückten Haupteingang unter dem Treppenturm im Norden. Von dort kam man durch einen kurzen Flur in den Globussaal, dessen Grundfläche fast das ganze Geschoss einnahm. Der Saal hatte zahlreiche Fenster und war ganz in Weiß gehalten, damit der Globus in vollem Licht erschien. Unter den grün gemalten Fenstern saßen Bleitafeln, die nach Art holländischer Wandfliesen bemalt waren. Die Saaldecke war stuckiert. Der Globus selbst stand in einem breiten, begehbaren, zwölfseitigen hölzernen Horizontring, der wechselweise von geschnitzten Hermenpfeilern und korinthischen Säulen getragen wurde. Auf seiner Außenseite war die damals bekannte Welt – Europa, Afrika, Amerika und Asien – „…so fein alß in den gedruckten Land Charten“ eingezeichnet, mit farbig umrissenen Ländergrenzen und von „allerhand Thieren nach Landes Art“ sowie „Flotten von Schiffen […] Meerwundern und Seefischen“ bevölkert. Als Vorlage für die Kartographierung dienten Globen aus dem berühmten Amsterdamer Kartenverlag von Willem Janszoon Blaeu und Joan Blaeu, zu dem Adam Olearius gute Beziehungen besaß.
Durch eine kleine Luke konnte man in den Globus hineinklettern und um einen runden Tisch in der Mitte Platz nehmen. Hier sah man den Sternenhimmel – die Sterne wurden durch über 1.000 strahlenförmige messingvergoldete Nagelköpfe dargestellt, während die Sternbilder farbig-figürlich auf den blauen Himmelshintergrund gemalt waren. Darüber hinaus barg der Globus noch besondere Mechanismen, um die jährliche Bewegung der Sonne darzustellen und eine „Weltzeituhr“ anzutreiben, die anzeigte, auf welchen Orten der Erde gerade Mittag bzw. Mitternacht herrschte. In Bewegung setzen ließ sich der Globus wahlweise durch einen Wasserantrieb im Keller – damit er „nach des Himmels Lauff seine Bewegung und Umbgang in den behörlichen 24 Stunden haben […]“ konnte – oder aber durch einen Handantrieb aus seinem Inneren heraus, um die ansonsten unmerklich langsame Rotation zu beschleunigen. In seiner Art war der Gottorfer Globus das erste begehbare Planetarium der Geschichte. Gleichzeitig war er ein großes Modell des alten geozentrischen Weltbildes nach Ptolemäus. War der Globus außer Betrieb, wurde die Luke durch einen Deckel mit dem aufgemalten Gottorfer Wappen verschlossen und über die Kugel ein schweres grünes Wolltuch gezogen. Auf den Türen im Globussaal befanden sich die Porträts von Nikolaus Kopernikus und Tycho Brahe – eine Reminiszenz an die astronomischen Koryphäen der Zeit.
Eine Tür führte in der Nordostecke des Globussaales in einen kleinen Vorraum, in dem eine schmale, steile Treppe in den Treppenturm führte. Dort stand eine geschnitzte Spindeltreppe, die in das Obergeschoss und weiter hinauf auf das Dach führte.
Während das Hauptgeschoss mit dem Globus den gelehrten Diskussionen eines größeren Besucherkreises offenstand, besaß das Obergeschoss mit seinen Schlafkammern und dem Festsaal mehr privaten Charakter. Die Schlafgemächer waren mit grünem Laubwerkdekor ausgemalt, der Festsaal war rot gehalten. Die Decken der Räume waren stuckiert und teilweise auch bemalt und vergoldet. Fenstertüren führten auf die begehbaren Flachdächer der Anbauten hinaus. Die große Dachterrasse, die einen prachtvollen Blick auf die Gartenanlagen bot, lud zu Tafeleien unter freiem Himmel ein.
Das Mobiliar des Globushauses bestand in der Hauptsache aus Gemälden, insbesondere die Wände des Globussaales waren von zahlreichen Bildern mit unterschiedlicher Thematik geschmückt. Im Festsaal darüber befanden sich neben Gemälden auch ein langer Tisch und 16 dazugehörige Stühle. Das Schlafgemach des Herzogs war mit einem großen Himmelbett ausgestattet, während die Kammerdiener nebenan in Alkoven schliefen.
Die beiden Kellergeschosse waren nur von außen zugänglich. Im oberen Keller stand eine große offene Herdstelle. Schließlich war das Globushaus gleichzeitig als Lusthaus gedacht, in dem man auch die Tafelfreuden nicht missen wollte. Im unteren Keller befand sich die Wassermühle, die dem Globus seinen kontinuierlichen Antrieb verleihen sollte. Die Kraftübertragung durch zwei Geschosse hindurch erfolgte über schwere Schneckengetriebe aus Messing und lange eiserne Wellen.

## Technik
Die Hohlkugel des Gottorfer Globus bestand aus einem schmiedeeisernen Gerippe (24 Meridianringen, die als T-Eisen ausgeführt und durch einen Äquatorring versteift waren), das außen mit Kupferblech belegt war. Auf dem Blech war eine mehrschichtige Kreide-Leinwand-Grundierung, deren oberste Lage poliert war, angebracht. Damit besaß man einen sauberen und glatten Malgrund für die als äußerst fein geschilderte Kartographierung. Innen war der Globus mit dünnen Kiefernleisten ausgekleidet, auf die ebenfalls eine mehrschichtige Kreide-Leinwand-Grundierung angebracht war.

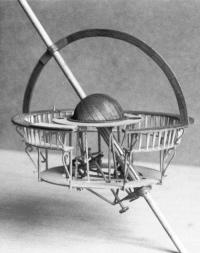
Die festen Teile im Globus-Inneren und die eiserne Achse (Modell von Felix Lühning)

Die Hohlkugel war um die Erdachse (Achse des Globus) bzw. um die Himmelsachse (Achse des geozentrisch gesehenen Himmels) drehbar. Die entsprechende, schmiedeeiserne Achse war radial an einem Deckenbalken und in einem am Fußboden befestigten Rohr und axial unter dem Rohr gelagert. Die Dreh- und Kraftübertragung zwischen der eisernen Achse und der Hohlkugel erfolgte in ihrem Nordpol. Im Südpol war sie auf dem Rohr radial gelagert. Die Achsneigung entsprach – abweichend von der üblichen Globenaufstellung – der Polhöhe 54° 30' Schleswigs. Der Horizont des im Kugelinneren abgebildeten Sternenhimmels entsprach somit dem Horizont von Schleswig. 
Das Rohr, in dem die eiseren Achse steckte, reichte bis zur Kugelmitte. Dort war um die schräge Achse herum ein runder Tisch, eine diesen fast ganz umfassende schmale Sitzbank für 12 Personen und der Boden unter dem Tisch und der Bank tragend befestigt. Zwischen dem Boden und der Hohlkugel verblieb ein kleiner Spalt. Die Zugangsluke ins Innere befand sich in der Ruhelage der Kugel gerade gegenüber der Lücke in der runden Sitzbank. Durch diese Luke und über den Spalt hinweg erreichten die Beobachter den Boden mit der darauf stehenden Sitzbank und demTisch bzw. verließen ihn wieder. Als Rückenlehne an der Bank diente ein breiter Ring aus Messing, der Einträge zum gregorianischen und julianischen Kalender sowie astronomische Daten zur täglichen Sonnenhöhe trug.
Auf der Tischplatte in der Mitte des Globus lag ein kupferner Halbglobus. Er symbolisierte die Erde als Mittelpunkt des Himmelsgewölbes. Der Achsneigung im Globus entsprechend lag Gottorf auf dem Scheitelpunkt des Tischglobus und bildete damit das Zentrum dieser künstlichen Wunderwelt. Um den Tischglobus lag ein horizontaler Ring mit geographischen Längenindikationen verschiedener Orte auf der ganzen Welt. Wenn der große Globus gedreht wurde, strichen zwei diametrale Zeiger über diesen Ring und zeigten an, an welchen Orten der Welt gerade Mittag oder Mitternacht herrschte.
Der Sternenhimmel im Globus war – dem Zeitgeschmack entsprechend – farbig-figürlich gestaltet. Achtstrahlig gefeilte Nagelköpfe aus vergoldetem Messing stellten die Sterne dar. Sie waren in die traditionellen sechs Größenklassen unterteilt, um die reellen Helligkeitsverhältnisse anzudeuten. Zwei Kerzen auf dem Tisch brachten die Sterne zum Funkeln. Entlang der Ekliptik im Himmelsgewölbe bewegte sich ein rollengelagerter Zahnkranz, auf dem ein Sonnenmodell aus geschliffenem Kristall montiert war. Die Sonne vollführte sowohl ihre täglichen (Auf- und Untergang) als auch ihre jährliche Bewegung (wechselnde Sonnenhöhen und Auf- bzw. Untergangsazimute im Jahreslauf). Über den Betrachtern wölbte sich ein Meridianhalbring mit einer Gradskala. Mond- und Planetenlauf ließen sich aufgrund ihrer komplizierten Bahnbewegungen (Wanderung der Knotenpunkte, Planetenschleifen) nicht in das mechanische Konzept des Globus aufnehmen.
Am Südpol des Globusinneren lagen drei Getriebe. Eines davon bewegte über lange Wellen die „Weltzeituhr“ auf der Tischplatte und ein Planetengetriebe besorgte die Bewegung der Sonne. Das dritte wurde für die Kraftübertragung zum Handantrieb benötigt, denn der Globus ließ sich von seinem Inneren aus über eine Handkurbel bewegen; hierbei genügte die Kraft eines Fingers. Eine Umdrehung dauerte etwa 15 Minuten, was ausreichte, um dem Besucher alle Himmelsbewegungen eines Tages vorzuführen (wie sie von Gottorf aus zu sehen waren). Natürlich ließ sich die Position des Sonnenmodells justieren, um auch andere Jahreszeiten zu simulieren. Es handelte sich mithin um das erste begehbare Planetarium der Geschichte, das dem Besucher das Himmelsgeschehen „live“ demonstrierte.
Ein weiterer ungewöhnlicher Antrieb verlieh dem Globus die Möglichkeit, die Tagesdrehung „in Echtzeit“ darzustellen. Im Keller des Globushauses befand sich ein hölzernes Wasserrad, das seine Bewegungen über ein vierstufiges Schneckenreduziergetriebe auf den Globus übertrug. Das Wasser für die Mühle wurde durch Bleirohre an das Haus herangeführt, im Keller stürzte es auf das Wasserrad und floss durch einen unterirdischen Ausgang in den Herkulesteich ab. Die zum Teil zentnerschweren Räder und Schnecken bestanden ausnahmslos aus Messing, was zu schweren Reibungsverlusten führte. Die Bewegungsübertragung verlief durch zwei Stockwerke mittels langer schmiedeeiserner Wellen. Der oberste Getriebeabschnitt befand sich am Fuß der Globusachse und war dort von einer bemalten, schräg anlaufenden Holzkiste verkleidet. Vermutlich diente der Wasserantrieb jedoch mehr dem Beweis technischen Könnens und weniger zu gelehrsamen Demonstrationen. 50 Jahre nach der Fertigstellung des Globushauses befand er sich in starkem Verfall.

## Die Sphaera Copernicana

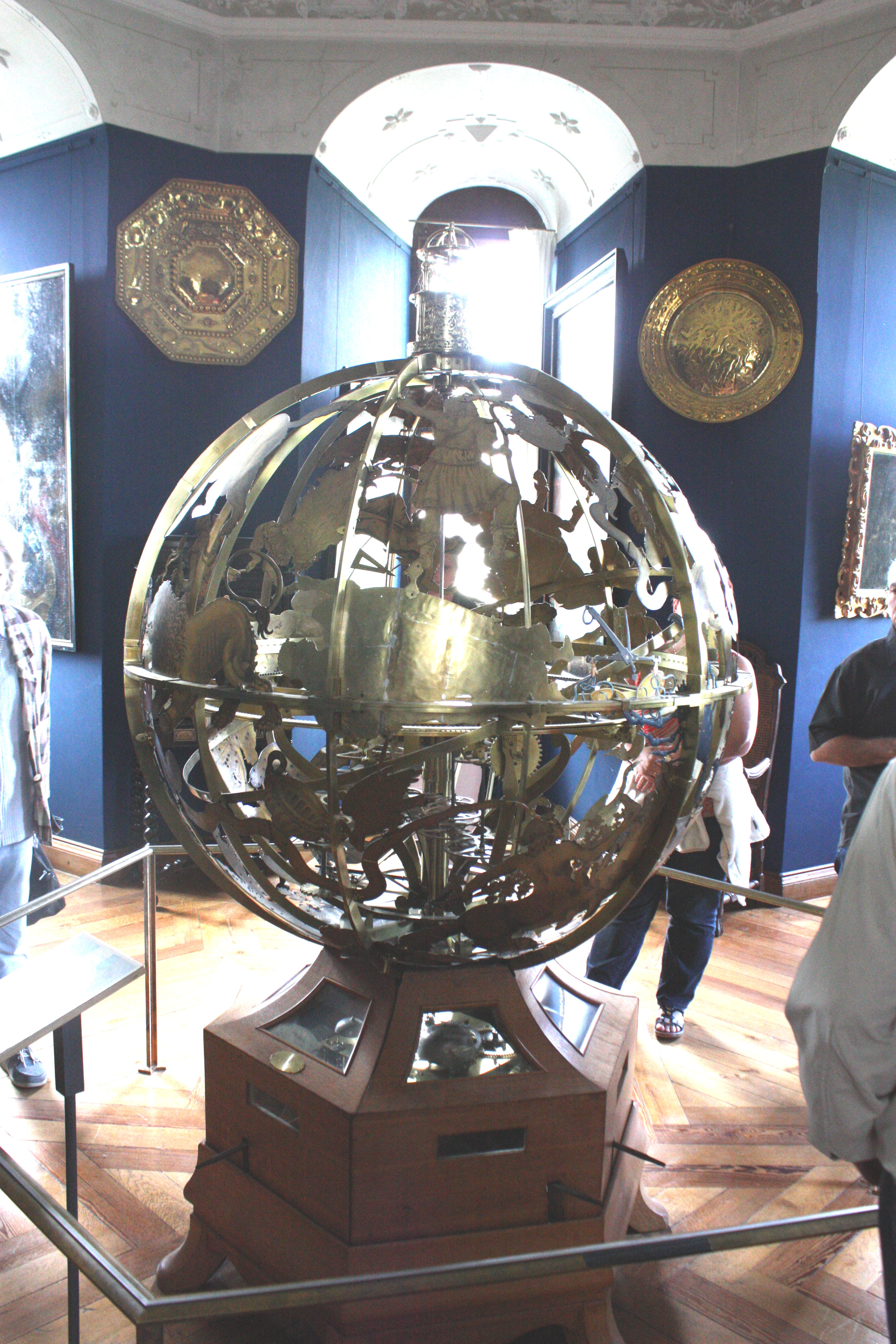
Gottorfer Himmelsglobus (Sphaera Copernicana) auf Schloss Frederiksborg

Während der Bau des Riesenglobus seiner Vollendung entgegenging, begann Andreas Bösch bereits mit seinem neuen Projekt, der sogenannten Sphaera Copernicana. Offenbar sollte sie das Konzept des großen Globus ergänzen und erweitern. Dieser bildete ja in seinem Inneren ein mechanisches Modell des geozentrischen Weltsystems nach Ptolemäus, das man aber am Gottorfer Hof bereits als antiquiert erkannt hatte. Es lag also nahe, ein Demonstrationsmodell zu schaffen, das die wirklichen Verhältnisse im Universum nach der Theorie Kopernikus’ zeigte – eine „Sphaera Copernicana“.
Dass sich bei der Sphaera Copernicana manche konstruktive und darstellungstechnische Parallele zum großen Globus findet, kann nicht verwundern. Allerdings war an der Sphaera Copernicana „noch mehr Kunst als am großen Globo zu sehen.“ Hier erregten die imposante Größe und die originelle Konzeption Staunen und Bewunderung, dort das komplizierte Räderwerk, das – von einem einzigen Uhrwerk angetrieben – 24 verschiedene Funktionen und Anzeigen gleichzeitig steuerte.
Obwohl man annehmen muss, dass Adam Olearius auch bei dem Bau der Sphaera Copernicana im Hintergrund stand, war offenbar Andreas Bösch allein für die technische Durchbildung des Werkes verantwortlich. Natürlich beschäftigte er auch hier zahlreiche Mitarbeiter, so lieferte beispielsweise Hans Schlemmer das kräftige Uhrwerk für den Antrieb und Otto Koch besorgte die Ausgestaltung der Sternbilder. Nach ihrer Vollendung wurde die Sphaera Copernicana in der Gottorfer Kunstkammer, später in der Gottorfer Bibliothek aufgestellt.
Im Zuge der Räumung des Schlosses gelangte die kopernikanische Armillarsphäre im Jahr 1750 in die königliche Kunstkammer nach Kopenhagen. Dort sollte sie 1824 ausrangiert werden; auf abenteuerlichen Umwegen gelangte sie dann 1872 an das Nationalhistorische Museum auf Schloss Frederiksborg in Hillerød. Dort ist sie auch heute noch zu besichtigen. Die Sphaera Copernicana wurde unlängst sorgfältig restauriert (Atelier Andersen in Virket, Dänemark). Dabei konnten nicht nur fehlende Teile ergänzt oder an ihren ursprünglichen Platz zurückversetzt, sondern auch ihre originale Farbfassung teilweise wiedergewonnen werden.
Die Sphaera Copernicana ist wesentlich kleiner als der Globus. Ihr Durchmesser beträgt 1,34 m und ihre Gesamthöhe 2,40 m, doch ist sie technisch wesentlich anspruchsvoller als der große Globus aufgebaut. Sie ruht auf einem hölzernen Sockelgehäuse, in dem sich ein sehr kräftiges Federuhrwerk verbirgt. Es verfügt über ein Gehwerk mit einer Laufzeit von acht Tagen sowie über ein Viertelstunden- und ein Stundenschlagwerk, gleichzeitig muss es aber auch 24 Bewegungsabläufe in der Armillarsphäre selbst in Gang halten. Die Hauptantriebswelle läuft dabei aus der Mitte des Uhrwerks senkrecht durch die ganze Armillarsphäre. Die Welle lässt sich abkuppeln, wenn die Bewegungen in der Armillarsphäre – unabhängig vom Uhrwerk – durch einen Handantrieb demonstriert werden sollen.
Im Zentrum der Armillarsphäre verkörpert eine blanke Messingkugel die Sonne. Um sie herum liegen auf Rollen gelagerte und geführte gezahnte Messingringe, welche die Bahnen der damals bekannten Planeten darstellen (von innen nach außen: Merkur, Venus, Erde, Mars, Jupiter und Saturn). Die Planeten selbst werden durch kleine Silberfigürchen dargestellt, die ihr jeweiliges Symbol in den Händen halten. Sie bewegen sich in den gleichen Zeiträumen um die Sonne wie die wirklichen Planeten im Sonnensystem. Ausgeklügelte Zahnradsysteme sorgen für die richtige Untersetzung von der senkrechten Antriebswelle bis zum Planetenring. Die Position eines jeden Planeten lässt sich manuell korrigieren.
Die Erdbahn trägt als einzige keine Silberfigur. Hier verkörpert eine Miniaturarmillarsphäre Erde und Mond. Die beiden Himmelskörper sind modellhaft durch Kugeln dargestellt. Die Erde vollführt ihre tägliche Rotation, wobei die Erdachse stets in dieselbe Richtung zum Himmelsnordpol weist. Der Mond kreist in 27,3 Tagen um die Erde und zeigt dabei seine Phasen. Anhand eines kleinen Zifferblattes auf dieser Miniaturarmillarsphäre lässt sich außerdem die Tageszeit ablesen.
Die äußere Umfassung des Planetensystems bilden zwei Armillarsphären, deren innere beweglich ist, während die äußere feststeht. Beide setzen sich aus jeweils sechs vertikalen Halbringen und einem Horizontring zusammen. Die innere Sphäre verkörpert das sogenannte „Primum mobile“, das seinerzeit die langsame Verschiebung von Frühlings- und Herbstpunkt auf der Ekliptik erklärte. Zwei Messingbänder mit eingravierten Gradskalen machen diese Bewegung sichtbar. Ein Umlauf des Primum Mobile dauert 26.700 Jahre.
Die äußere feststehende Sphäre trägt an ihren Ringen die Sternbildfiguren. Sie verkörperte damit das von der Erde aus sichtbare Himmelsgewölbe. Von den ursprünglichen 62 Sternbildfiguren sind nur noch 46 vorhanden. Sie bestehen aus Messingblech und sitzen innen an den Ringen der Sphäre. Ihre Innenseiten sind graviert und mit ihrem jeweiligen lateinischen Namen versehen. Als Vorlage für die figürliche Darstellung der Sternbilder konnte zweifelsfrei ein Himmelsglobus aus dem Amsterdamer Kartenverlag von Willem Janszoon Blaeu identifiziert werden. Die Sternbilder tragen auf ihren Innenseiten kleine aufgenietete sechsstrahlig zugefeilte Silbersternchen, die – ihren tatsächlichen Helligkeiten entsprechend – von sechserlei Größe sind.
Der Handantrieb für die Armillarsphäre besteht aus einer auszieh- und arretierbaren Welle, auf die eine Kurbel gesteckt werden kann. Drehte man diese, so ließen sich die Bewegungsabläufe in der Sphaera Copernicana – genau wie im Riesenglobus – bedeutend beschleunigen, so dass sie dem Auge sichtbar wurden.
Die ganze Armillarsphäre wird von einem Anzeigewerk für verschiedene Tageseinteilungen und der darauf stehenden „Sphaera Ptolemaica“ bekrönt. Das Anzeigewerk besteht aus drei konzentrischen Zylinderwandungen, die sich wie Kulissen voreinander verschieben. Eine kleine Sonnenscheibe, die ihre Höhe täglich verändert, zieht vor dem innersten Zylinder vorbei. Anhand der Kulissen und der Sonne lassen sich die Tageszeiten nach bürgerlicher, römisch-babylonischer und jüdischer Zeitrechnung ablesen. Da sich die letzteren beiden nach dem Sonnenlauf orientierten, verschieben sich ihre Tagesanfänge um jeweils einige Minuten. Aus diesem Grunde maßen die Astronomen schon seit der Antike den Tag von Mitternacht zu Mitternacht. Diese Einteilung setzte sich im 16. und 17. Jahrhundert allmählich auch im bürgerlichen Leben durch. Die verschiedenen Tageszeiten können also im 17. Jahrhundert auch am Gottorfer Hofe noch eine gewisse Rolle gespielt haben, wenngleich auch sie wohl eher von wissenschaftlichem Interesse waren.
Oben auf dem Anzeigewerk sitzt schließlich die erwähnte kleine ptolemäische Armillarsphäre, die in Aufbau und Bewegungen eine vollständige Miniaturdarstellung des Riesenglobus ist. In der Mitte befindet sich eine kleine Erdkugel, die dem geozentrischen Weltsystem entsprechend stillsteht. Um sie herum liegt – ähnlich der Tischplatte im Riesenglobus – eine horizontale Scheibe, auf der eine Kompassstrichrose eingraviert ist. Die darumherum liegende Sphäre symbolisiert den Sternenhimmel und bewegt sich einmal am Tage um die Erde. An der Innenseite der Sphäre bewegt sich ein Zahnkranz, der eine Sonnenfigur einmal im Jahre durch die Ekliptik trägt.

## Der Gottorfer Globus in St. Petersburg

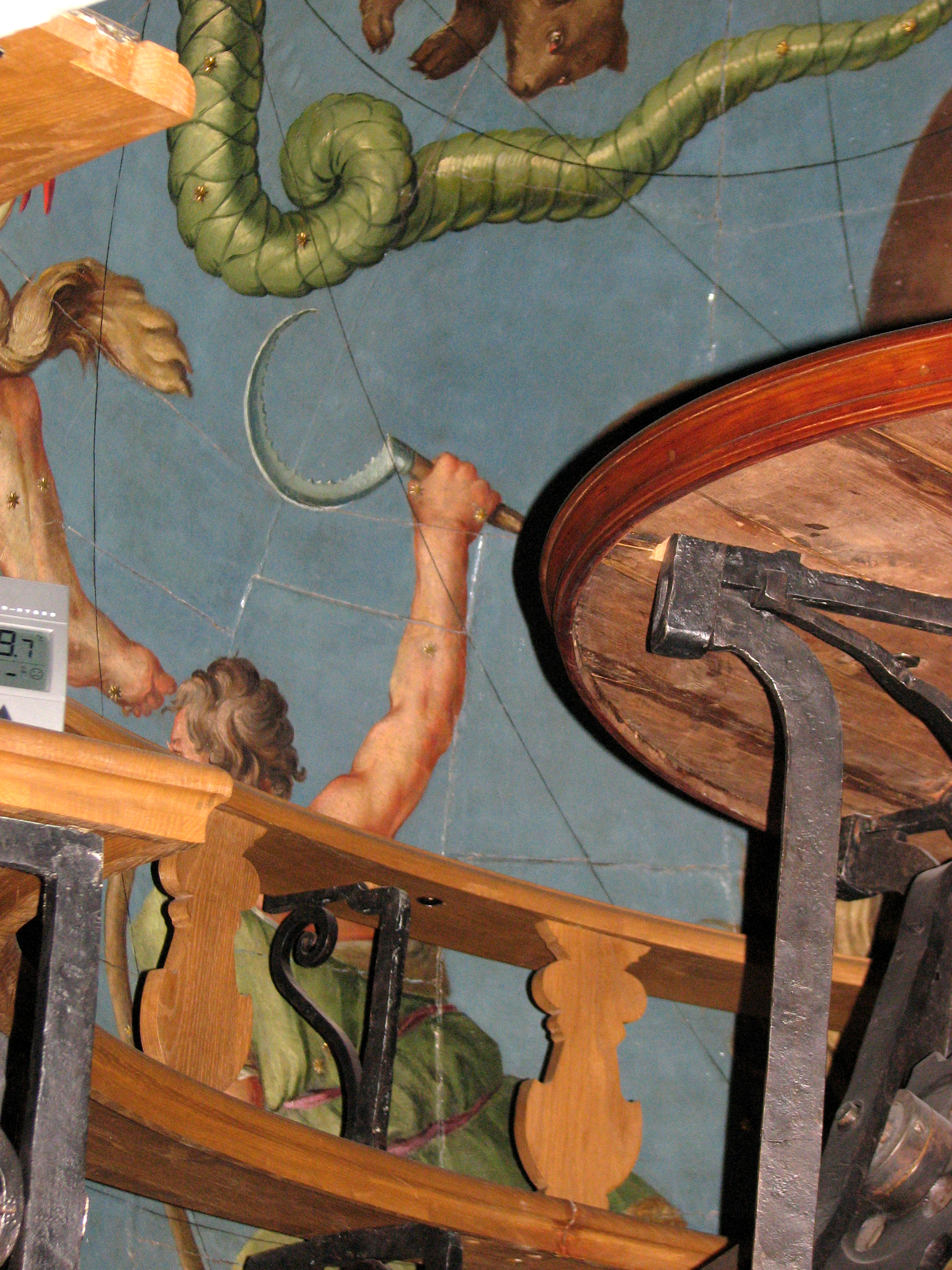
Das Innere des Globus in Sankt Petersburg

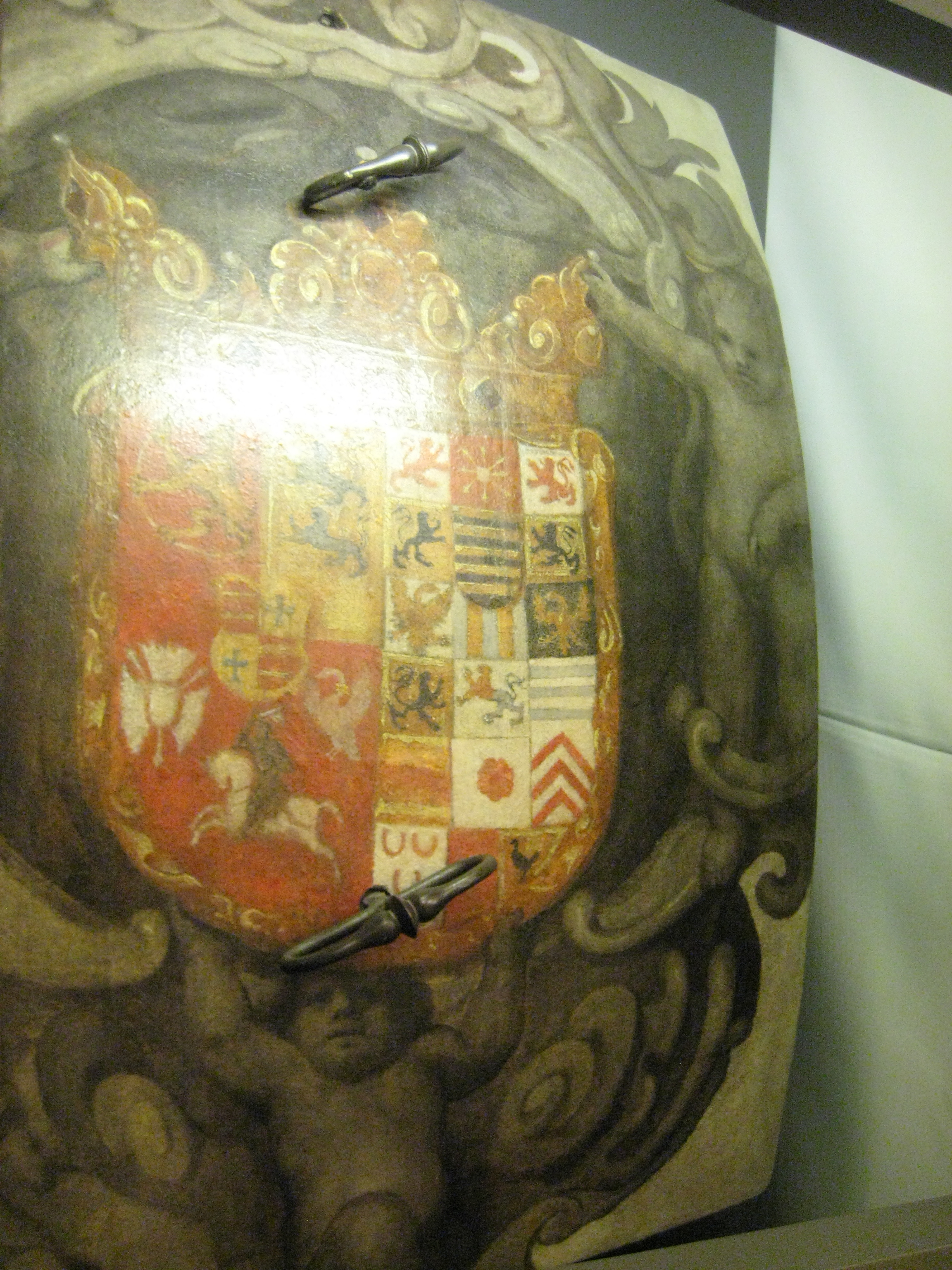
Die Eingangstür des Globus in Sankt Petersburg

Die genauen Umstände der Schenkung des Globus an Zar Peter den Großen bleiben etwas umstritten. Im dritten Nordischen Krieg verfolgte das Herzogtum Gottorf einen Mittelkurs zwischen dänischer Besatzung und Sympathien zu Schweden. Friedrich IV. war gefallen, sein Sohn Karl Friedrich war nicht volljährig, dessen Onkel Christian August war Regent. Anfang 1713 hielt Zar Peter Gespräche mit seinem Alliierten, König Friedrich IV. von Dänemark in Holstein, möglicherweise in Gottorf. Anschließend bat Peter, dass der Globus nach Russland verschifft werde. Im Juli 1713 ordnete Christian August an, dass der Globus nach Sankt Petersburg zu schicken sei, wo er 1717 eintraf. Wegen des Krieges ging der Transport auf dem Seeweg nach Pillau (ein Hafen bei Königsberg), dann über Land nach Riga, auf dem Seeweg nach Reval (Tallinn) und über Land nach Sankt Petersburg. Schließlich wurde der Globus 1726 Teil der Kunstkammer, aber der Transport und die Zeit hatten sich auf den Zustand des Globus negativ ausgewirkt.
In einem ungeklärten Feuer in der Kunstkammer 1747 wurde der Globus fast vollständig zerstört; nur wenige der Metallteile waren noch brauchbar. Die Eingangstür war im Keller gelagert und war vom Feuer unberührt. Der Globus wurde aus der Kunstkammer entfernt, damit Benjamin Scott ihn von 1748 bis 1750 rekonstruieren konnte. Das Aufbringen der Erdkarte verzögerte sich jedoch erheblich und wurde erst 1790 von Friedrich Theodor von Schubert vollendet. 1753 wurde ein neuer Pavillon errichtet und der Globus dorthin verbracht.
1828 wurde der Globus in die östliche Rotunde des Zoologischen Museums überführt, und 1901 in die Sommerresidenz nach Zarskoje Selo (Puschkin), südlich von Sankt Petersburg.
1941 erbeuteten deutsche Truppen den Globus, und er wurde in einem Sondertransport mit der Bahn nach Neustadt in Holstein verschickt, wo er, verpackt und auf dem Waggon, gelagert wurde, vermutlich, um ihn schließlich zum Schloss Gottorf weiter zu transportieren. 1946 brachten britische Truppen den Globus in das nahe gelegene Lübeck, wo er drei Wochen lang öffentlich ausgestellt wurde. 1947 wurde der Globus nach Hamburg gebracht, um nach Murmansk und weiter zur Eremitage in Leningrad gesandt zu werden.
Es wurde entschieden, die Kunstkammer zu rekonstruieren, den Globus dorthin zu bringen und zu restaurieren.
In Schleswig hatte man, um die gewaltige Kugel unzerlegt aus dem Globushaus herauszubekommen, an dessen Westseite eine große Öffnung in die Wand stemmen müssen. Damit war das Gebäude seines eigentlichen Inhaltes beraubt und sein Schicksal besiegelt. Es führte von nun an nur noch ein Schattendasein. Alle anfallenden Reparaturen wurden nur noch halbherzig ausgeführt und konnten den fortschreitenden Verfall nicht aufhalten. Noch gut 50 Jahre stand das Gebäude ohne Nutzung da, bis es im November 1768 auf Anordnung von König Christian VII. von Dänemark öffentlich zum Abbruch versteigert wurde. Ein Schleswiger Handwerksmeister erwarb die Ruine; ein Jahr später erinnerte nichts mehr an das Globushaus. Solcherart ging ein Bauwerk verloren, dessen Entwurf, Konzeption und Programmatik in der Architektur- und Technikgeschichte wohl einzigartig dasteht.

## Historische Rekonstruktion

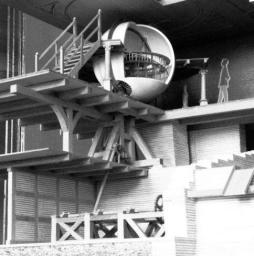
Schnitt durch das Globushaus (Modell von Felix Lühning)

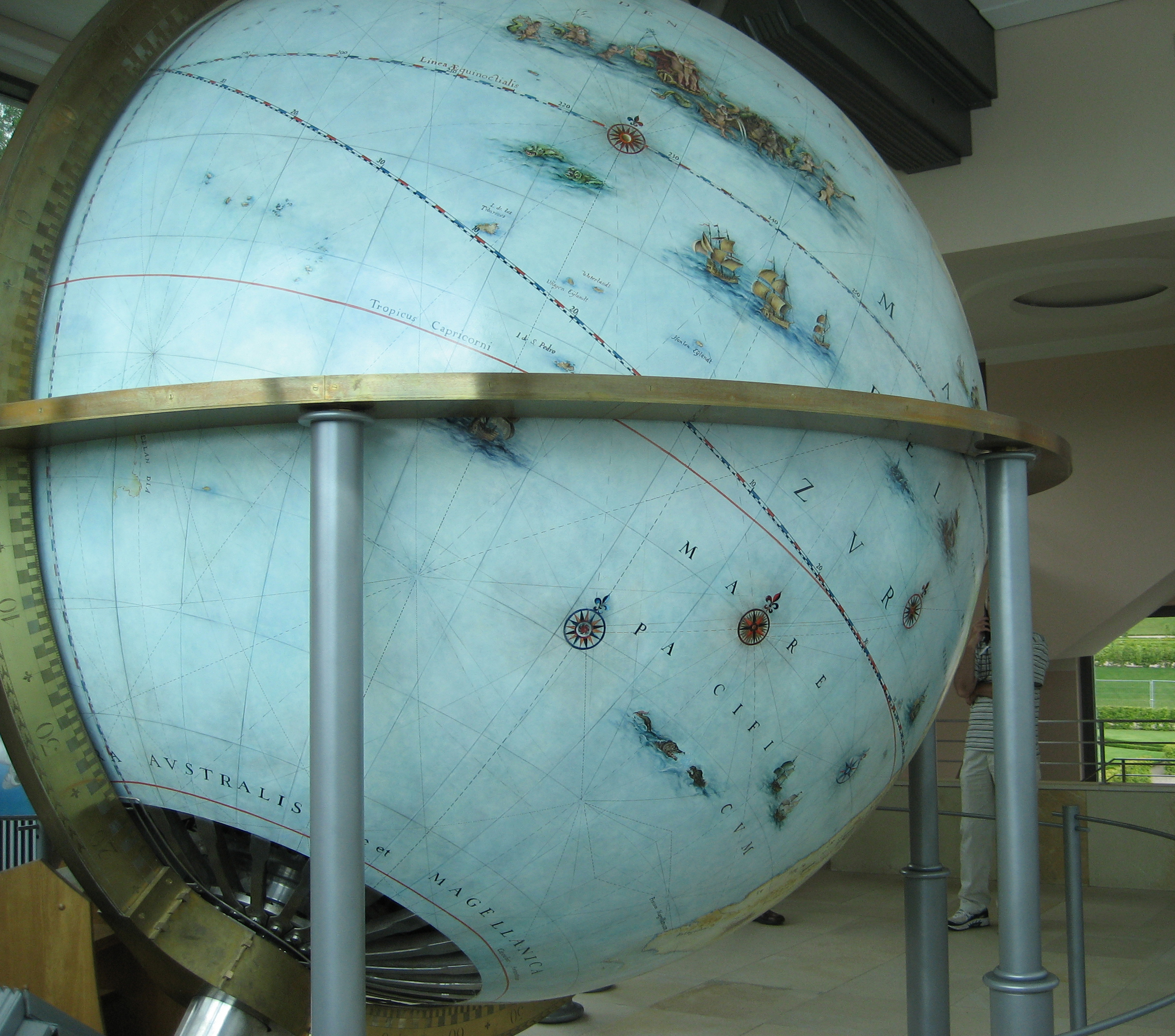
Der Gottorfer Riesenglobus

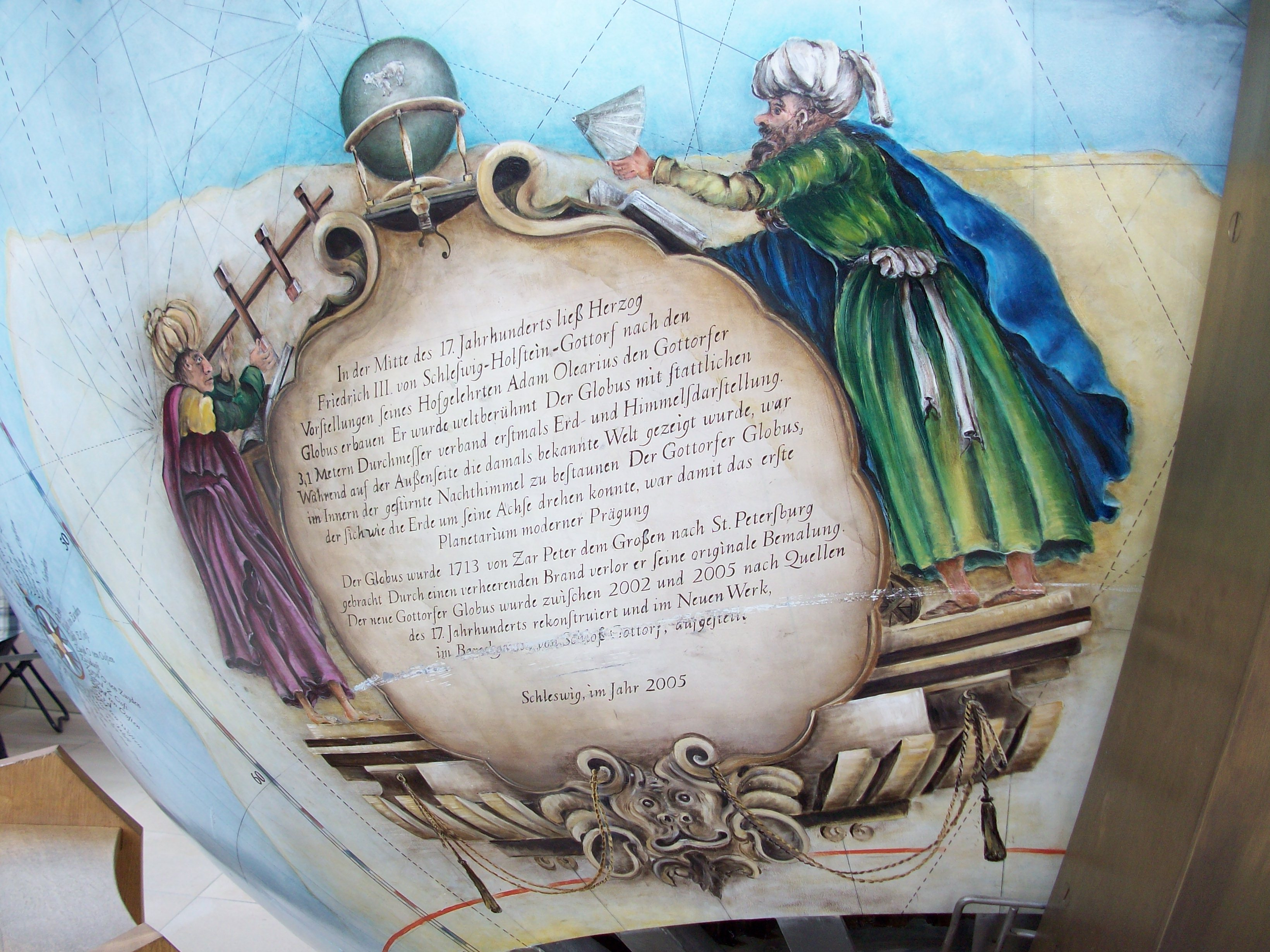
Erläuterungen zur Rekonstruktion auf dem Globus

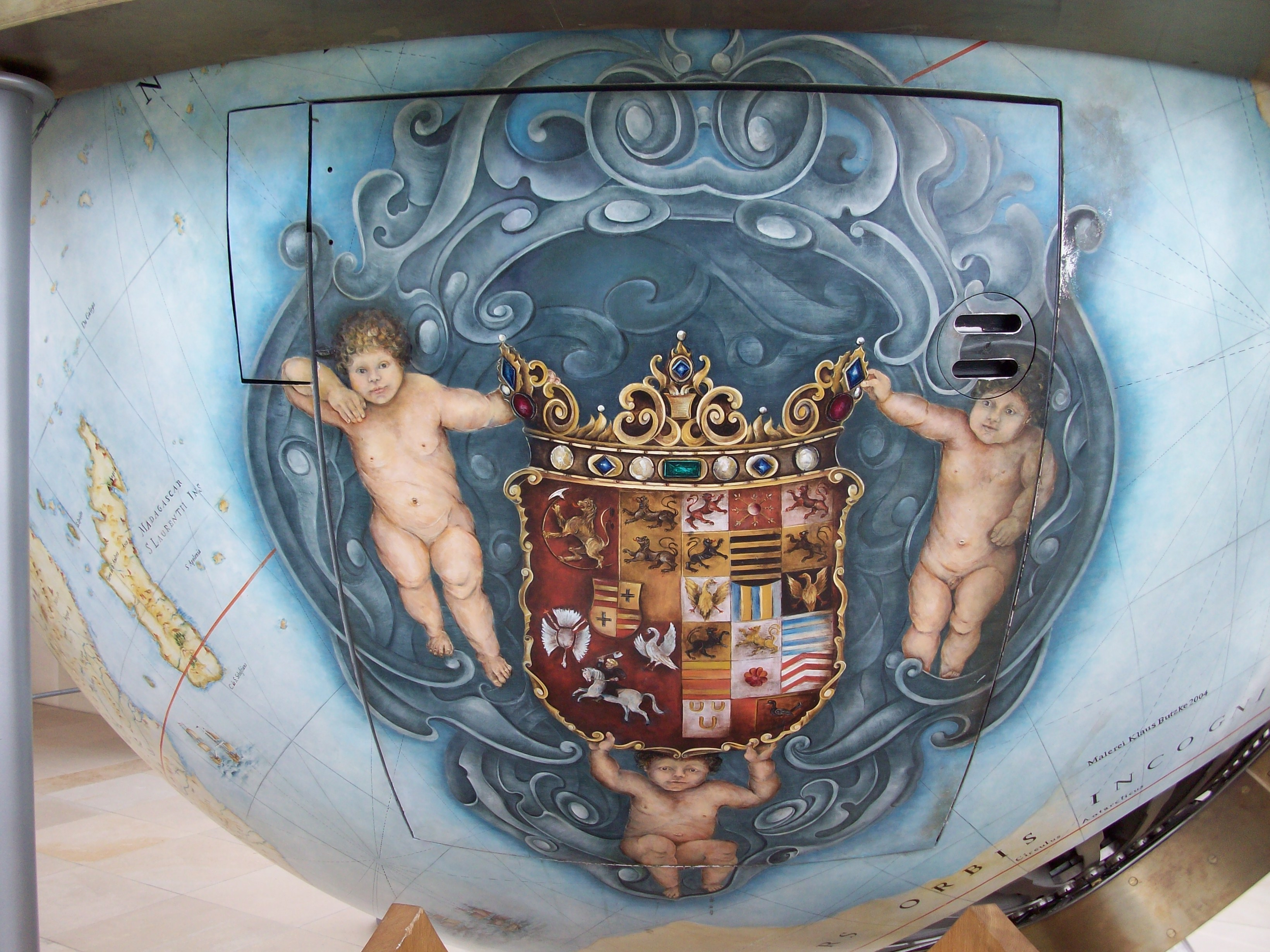
Eingangstür des Globus mit Wappen

Der ungewöhnlichen Größe und Konzeption des Globus ist es zu verdanken, dass über ihn von der ältesten bis in die jüngste Vergangenheit viel berichtet worden ist. Doch alle Berichte vermittelten kein genaues Bild, wie die Gottorfer Anlage wirklich beschaffen war, denn das Original war 1747 in St. Petersburg fast vollständig verbrannt, und die heutige Anlage dort ist nur eine Rekonstruktion der alten.  Auch den historischen Abbildungen war in dieser Hinsicht nichts abzugewinnen. So beschränkte sich der Kenntnisstand gezwungenermaßen auf das Wissen um die Erbauer des Globus, die Bauzeit, die übrigen Zeitumstände und auf mehr oder weniger oberflächliche Beschreibungen des Globus und des Gebäudes, in dem er stand. Alle Beschreibungen ließen weder Rückschlüsse über die genaue Aufstellung des Globus im Gebäude noch über sonstige baulich-technische Details oder das Aussehen des Globushauses zu.
Allein ein um 1708 im Zuge einer Generaltaxation entstandenes umfangreiches Bauinventar der herzoglichen Residenz, das über den baulichen Wert und Zustand aller Hofgebäude und Gärten Rechenschaft ablegte, lieferte konkrete Angaben. Auch beim Globushaus wurde hier fast bis zum letzten Nagel alles verzeichnet, was sich in und am Gebäude fand. Die Qualität und Anschaulichkeit des Inventars vermochte nahezu das in den Bildquellen bislang fehlende zu ersetzen.
Ausgehend vom Inventartext begann Felix Lühning ab 1991, eine verlässliche zeichnerische Rekonstruktion des Globushauses vorzubereiten. Dazu gehörten vor allem umfangreiche Archivrecherchen, die sich auf die baulich-technischen Aspekte der Globusanlage konzentrierten – insbesondere die Abrechnungen der herzoglichen Rentenkammer über den Bau, die Reparaturen und den Unterhalt des Globushauses. Aus ihnen ergab sich eine Fülle weiterer Angaben hinsichtlich der Art und Menge der für den Globus und das Haus gelieferten Bauteile sowie über die Kosten, die Anzahl und die Namen der beim Bau beteiligten Leute. Eine Ergrabung und Einmessung der Globushausfundamente bestätigte die Maßangaben aus den schriftlichen Quellen.
Der Globus selbst ist heute noch in Sankt Petersburg in seinen wesentlichen konstruktiven Teilen vorhanden, so dass ein Aufmaß möglich war und die Rekonstruktion fehlender Bauteile keine Schwierigkeiten bot. Bestehende Zweifel hinsichtlich technischer Details wurden durch Vergleiche mit der Sphaera Copernicana im Nationalhistorischen Museum auf Schloss Frederiksborg in Hillerød, Dänemark, überprüft oder ausgeräumt. Auch zur verlorengegangenen Originalfassung der Kartierung (Erde und Himmel) konnten zweifelsfreie Vorbilder zugeordnet werden. Die Rekonstruktion des Globus ließ sich daher sowohl hinsichtlich seiner Konstruktion, seiner technisch-astronomischen Inhalte, als auch seiner Gestaltung mit an Sicherheit grenzender Wahrscheinlichkeit anfertigen. So lag am Ende der Nachforschungen umfangreiches Material vor, das zunächst geordnet werden musste und dann wie ein Mosaik unter handwerklich-konstruktiven Gesichtspunkten zusammengefügt und zu einem in sich schlüssigen Ganzen errichtet werden konnte.
Als Ergebnis legte Felix Lühning im Jahre 1997 eine Rekonstruktion des alten Globushauses in Gottorf in Zeichnungen und Modellen vor, die in der Hauptsache auf einem intensiven Studium schriftlicher Quellen fußt. Diese belegen zu etwa 80 % das Vorhandensein der Baumaterialien, zu 90 % die Raumfolge und -verteilung, zu 80 % die Dimensionen und zu 50 % das Aussehen des Gebäudes und seiner einzelnen Teile. Hier muss allerdings eine feinere Abstufung erfolgen: bestimmte Bauteile sind dank Grabungsfunden zu 100 % gesichert, andere Teile ließen sich anhand genauer Beschreibungen und andernorts erhaltener Vorbilder aus der Werkstatt desselben Meisters zu 90 % belegen (insbesondere die Portale), andere Bauteile sind wiederum überhaupt nicht beschrieben und mussten unter Anlehnung an zeitgenössische Vorbilder und unter Maßgabe der im 17. Jahrhundert üblichen bautechnischen Lösungen rekonstruiert werden (insbesondere Balkenlagen). Die äußere und innere Gestaltung (Mauerwerk, Maueranker, Fenster, Stuck, Zierelemente und ähnliches) der Rekonstruktion lehnt sich, solange eindeutige Belege fehlen, stets an die schlichteste Form zeitgenössischer Vorbilder an. Die Grundrissmaße des Gebäudes sind zu 100 % gesichert. Jüngste Grabungen, die seitens des Landesamtes für Ur- und Frühgeschichte mit erheblich mehr technischen Mitteln durchgeführt werden konnten, als sie Felix Lühning seinerzeit zur Verfügung gestanden hatten, machen möglicherweise eine Revision der bisherigen Rekonstruktion in den Kellergeschossen notwendig. Sie werden dafür aber gerade in den Bereichen, in denen Felix Lühning bei seiner Arbeit noch auf Mutmaßungen angewiesen war, gesicherte Befunde liefern.
Einzig der Wasserantrieb für den Globus bildet einen Sonderfall. Die wesentlichen Getriebeteile (Zahnräder, Schnecken, Wellen) sind zwar sämtlich archivalisch nachzuweisen und lassen über die in den Quellen angegebenen Gussgewichte gute Rückschlüsse auf ihre Dimensionen zu, ebenso ist auch die Lage einiger Bauteile im Gebäude beschrieben worden. Da die Maschinerie jedoch letztlich eine singuläre Erscheinung war und keine Vorbilder besaß, musste Felix Lühning hier zu 60 % eigene Mutmaßungen anstellen.

## Globus-Nachbau und neues Globushaus in Gottorf

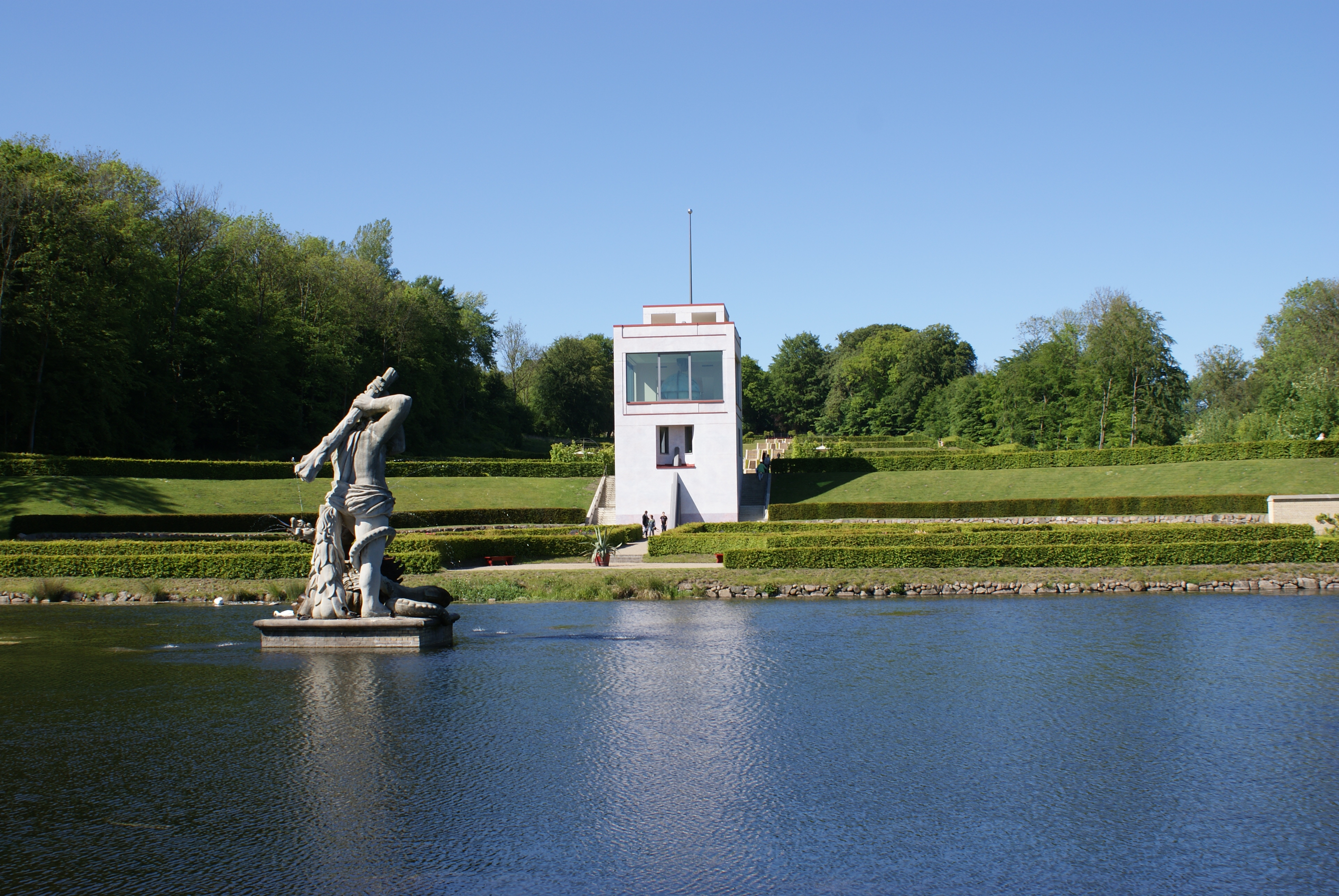
Das neue Globushaus in Gottorf

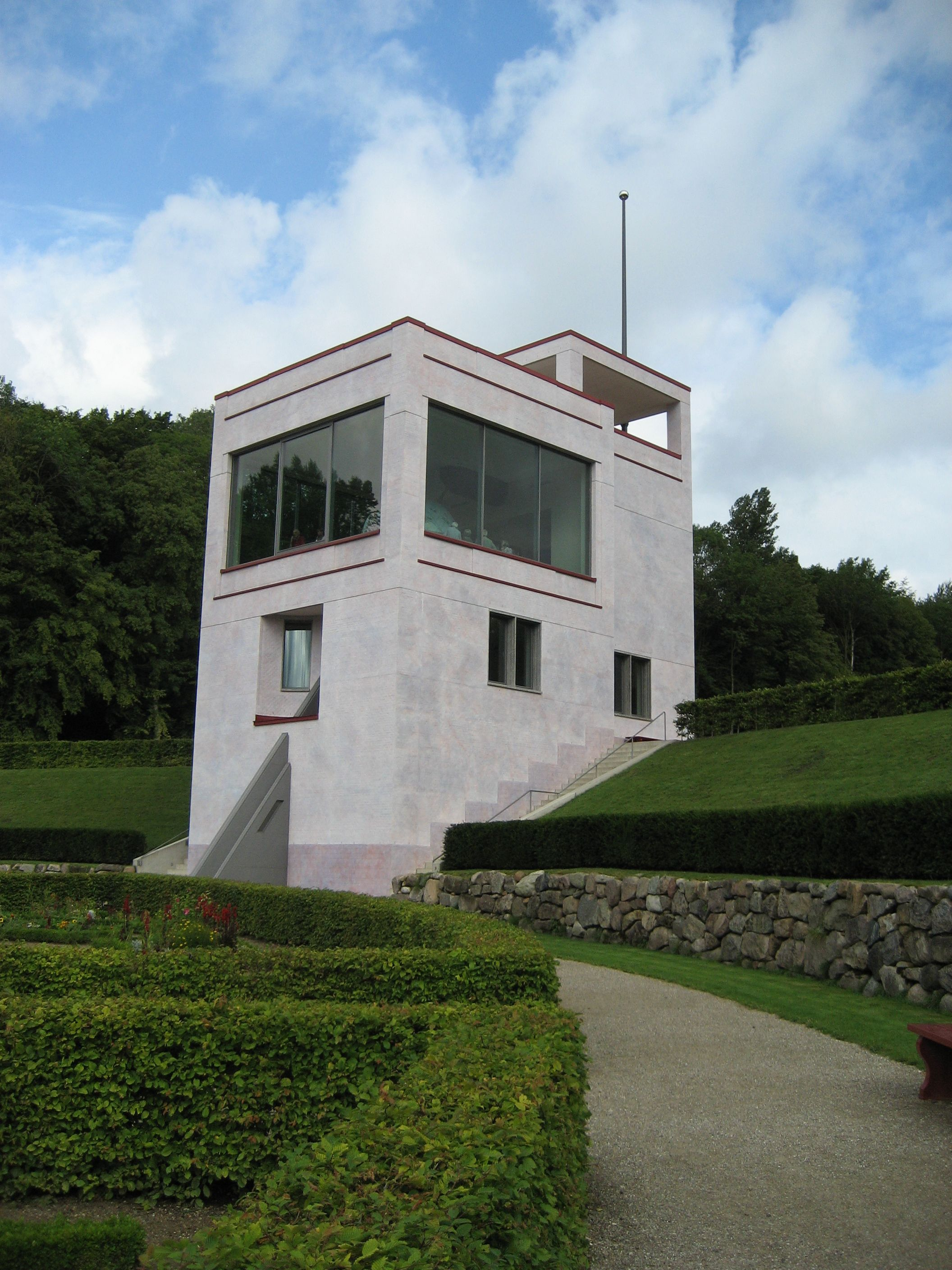
Sicht über den Herkulesteich auf das neue Globushaus

Im vergangenen Jahrzehnt wurden von denkmalpflegerischer Seite große Anstrengungen unternommen, das Gelände des Schlossgartens freizulegen, um die großartige Gartenanlage wieder sicht- und nachvollziehbar zu machen. Geldknappheit und schwieriges Terrain sorgten jedoch dafür, dass die Arbeiten lange andauerten. Dabei war die Arbeit Felix Lühnings über den Globus ein gegebener Anlass, den seit Bestehen der Stiftung Schleswig-Holsteinische Landesmuseen existierenden Wunsch, den Terrassengarten von Schloss Gottorf in seiner barocken Pracht – mit Globushaus und Globus – wiedererstehen zu lassen, in die Tat umzusetzen. Garten, Globus und Globushaus bilden einen festen Bestandteil im historischen Zusammenhang mit der Schlossanlage und ist in seiner langen Geschichte nie grundlegend überformt worden. Die Pläne sahen allerdings keine historisch-authentische Rekonstruktion vor, sondern eine designorientierte Lösung, bei der überwiegend die ästhetischen Gesichtspunkte im Vordergrund standen (Architekten Hillmer & Sattler und Albrecht, Berlin). Die Umsetzung dieses Vorhabens war durch das Engagement verschiedener Stiftungen möglich geworden. Die ZEIT-Stiftung Ebelin und Gerd Bucerius, die Deutsche Bundesstiftung Umwelt und die Deutsche Stiftung Denkmalschutz finanzierten die Wiederherstellung des Gartens, während die Förderung der Hermann Reemtsma Stiftung Hamburg den Bau des neuen Globushauses und einer getreuen Replik des Gottorfer Globus ermöglichte. Im Mai 2005 wurde das Globushaus mit dem neuen Gottorfer Globus und die erste Ausbaustufe des Gartens unter großer Beteiligung der Bevölkerung und der Presse eröffnet. Garten und Globushaus sind seither zu einer international beachteten Attraktion geworden.
Seit 2019 bieten die Schleswig-Holsteinischen Landesmuseen neue Vermittlungsangebote im Globushaus an. Neben neu gestalteter Ausstellungsgrafik mit Informationen zu Globus, Globushaus, Barockgarten und frühbarocker Pflanzenkultur zeigt ein Virtual Reality-Film die Entstehungsgeschichte des Globus. In dem sechsminütigen Film treten Adam Olearius und Herzog Friedrich in der Bildsprache des barocken Kulissentheaters auf. Der 360-Grad-Film setzt den Bau des Globus in den gesellschaftlichen Kontext des Dreißigjährigen Krieges, stellt die Protagonisten und ihre Lebenswelten vor, zeigt die am Bau beteiligten Gewerke und visualisiert die komplexe Mechanik des Globus. Ausschnitte aus dem Film und zusätzliche Infos zu Riesenglobus und Globushaus können Besucher seit Anfang des Jahres 2020 von zuhause aus in einer 360-Grad-Anwendung auf der Website des Museums erkunden.